# Albert Solomon

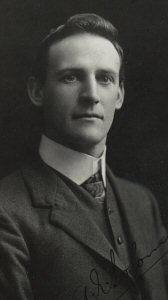
Albert Solomon

Albert Edgar Solomon (* 7. März 1876 in Longford, Tasmanien; † 5. Oktober 1914 in Hobart, Tasmanien) war ein Politiker der Anti Socialist Party (ASP) sowie der Commonwealth Liberal Party (CLP), der zwischen 1912 und 1914 Premierminister von Tasmanien war.

## Leben

### Abgeordneter und Minister
Solomon absolvierte nach dem Schulbesuch ein Studium der Rechtswissenschaften an der University of Tasmania und war danach als Rechtsanwalt tätig.
Er wurde am 30. April 1909 als Kandidat der Anti Socialist Party im Wahlkreis Bass erstmals zum Mitglied des Repräsentantenhauses (Tasmanian House of Assembly), dem Unterhaus des tasmanischen Parlaments, gewählt und gehörte diesem bis zu seinem Tod am 5. Oktober 1914 an.
Bereits kurz nach der Wahl wurde er am 19. Juni 1909 von Premierminister Elliott Lewis als Generalstaatsanwalt (Attorney General) sowie als Bildungsminister (Minister for Education) in eine Regierung des Bundesstaates berufen und gehörte dieser bis zum Ende der zweiten Amtszeit von Lewis am 20. Oktober 1909.
Eine Woche später wurde Lewis am 27. Oktober 1909 nach der kurzzeitigen einwöchigen Regierung von John Earle, die erste Regierung Tasmaniens, die von der Australian Labor Party gestellt, wieder Premierminister und berief Solomon erneut zum Generalstaatsanwalt und Bildungsminister sowie zusätzlich zum Bergbauminister (Minister for Mines).

### Premierminister 1912 bis 1914 und Oppositionsführer
Bei den Wahlen vom 30. April 1912 kam die Commonwealth Liberal Party von Premierminister Lewis auf 40.252 Stimmen (54,48 Prozent) und erreichte 16 Sitze, während Earles Labor Party 33.634 Stimmen (45,52 Prozent) und 14 Sitze erhielt. Trotz des Wahlsieges kam es zu interner Kritik an Lewis, woraufhin dieser am 14. Juni 1912 zurücktrat und Solomon neuer Premierminister wurde. In seiner Regierung übernahm Solomon auch weiterhin die Ämter als Generalstaatsanwalt und Bildungsminister.
Bei den darauf folgenden vorgezogenen Wahlen am 23. Januar 1913 gab es keine Veränderungen in der Sitzverteilung. Die CLP unter Solomon erzielte 36.157 Stimmen (52,58 Prozent) und 16 Sitze und die Labor Party 31.633 Stimmen (46 Prozent) und 14 Mandate im 30-köpfigen House of Assembly. 
Nachdem es im April 1914 zu einem Misstrauensvotum gegen Premierminister Solomon kam und der Gouverneur von Tasmanien, William Ellison-Macartney, eine neuerliche Parlamentsauflösung zur Durchführung vorgezogener Neuwahlen ablehnte, wurde Earle am 6. April 1914 zum zweiten Mal Premierminister, während Solomon Oppositionsführer im House of Assembly wurde und diese Funktion bis zu seinem Tod am 5. Oktober 1914 ausübte.